# Gunnel Heineman
Gunnel Heineman-Falk, född 22 maj 1921 i Jakobs församling i Stockholm, död 25 januari 2025 i Katarina distrikt i Stockholm,  var en svensk målare och tecknare.
Hon var dotter till läkaren Ivar Heineman och Dana Falkner och systerdotter till miniatyrmålaren Fanny Falkner. Gunnel Heineman var från 1952 till 1961 gift med konstnären Per Falk.
Heineman studerade 1940 vid Tekniska skolan, nuvarande Konstfack, och blev 1941 assistent till Carl Malmsten i hans verkstad på Humlegårdsgatan i Stockholm där hon målade skåp och jobbade med möbelritningar. Hon studerade vid Otte Skölds målarskola 1943–1944, var också frielev på Kungliga Akademien för de fria konsterna med Akke Kumlien som lärare och studerade därefter vid Grünewalds målarskola 1945. Hon var under ett flertal år under 1940-50-talet bosatt i Paris och studerade då för André Lhote och Fernand Léger.
Hennes debut var i en grupputställning på Galerie Verseau de Montmartre i Paris 1948. Hon deltog i utställningen Peintures Expressionnistes de l'Ecole de Paris på Konstnärshuset i Stockholm 1948 tillsammans med bland andra Maurice de Vlaminck och Marc Chagall och kollegor från gruppen Les Montmartrois, Maurice Blanchard och Gen Paul. Hon medverkade i Nationalmuseums utställning Unga tecknare 1949. Från 1949 hade hon sin ateljé på 11, rue Campagne Première. Under 1950-talet var hon verksam i Malmö där hon lärde känna och porträtterade Birgit Cullberg och Ingmar Bergman. 1964 erbjöds Heineman ateljé i Stockholms första ateljéhus, Mosebacke ateljéhus, där hon fortfarande år 2020 har sin ateljé. Vårutställningen i Mosebacke ateljéhus är nu tradition sedan 1966. På 1970-talet kunde Heineman tack vare arbetsstipendium arbeta med att utveckla nya tekniker för gobelängporträtt i samarbete med Edna Martin. 1974 visades Heinemans gobelänger på Liljevalchs konsthall i Stockholm och 1976 i Minneapolis, USA. På senare år har musik varit viktigt i hennes motivkrets och hon har porträtterat jazzmusiker och jazzband såsom Barfota Jazzmen och Spicy Advice Ragtime Band. Utställningen Konstnär, trots allt! Gunnel Heineman - en retrospektiv med perspektiv, som presenterade Heinemans konst och konstnärsliv visades på Jamtli 2016. År 2018 deltog hon i en utställning om André Lhotes elever på Prins Eugens Waldemarsudde. 
Bland hennes offentliga arbeten märks en utsmyckning för Åkeshovs sjukhus Stockholm. Hennes konst består av stilleben, porträtt och landskapsmålningar i olja, akvarell, pastell eller gouache samt teckningar. Heineman är representerad vid Moderna museet, Statens konstråd, Metropolitan museum i New York, Jazzens museum i Strömsholm, MAN museum i Skellefteå, Laholms teckningsmuseum, Gustav VI Adolfs samling samt i ett flertal kommuner och landsting.